# Koigi kommun
Koigi vald är en kommun i Estland.   Den ligger i landskapet Järvamaa, i den centrala delen av landet, 90 km sydost om huvudstaden Tallinn.
Följande samhällen finns i Koigi vald:
- Päinurme